# Marion Ackermann

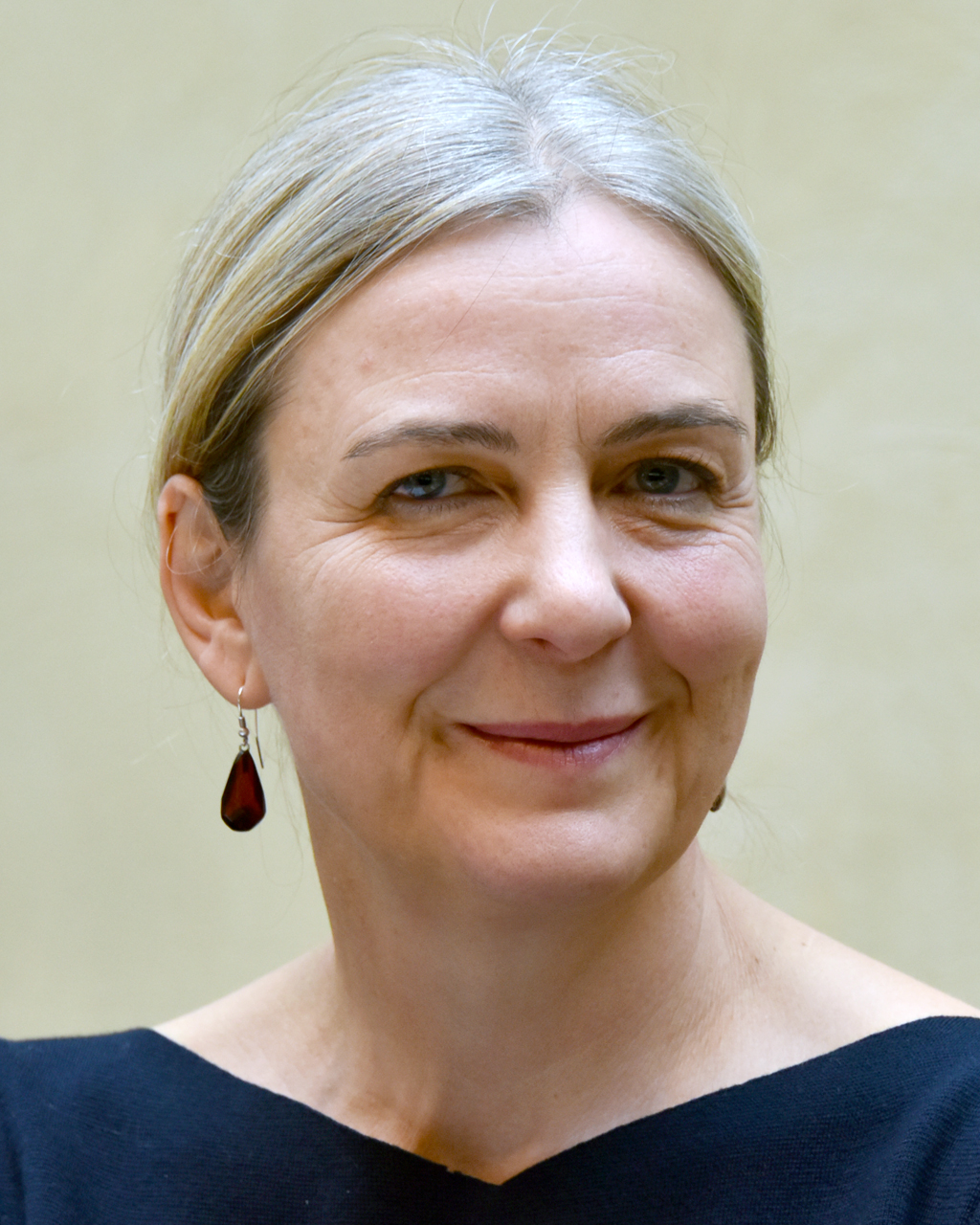
Marion Ackermann (2018)

Marion Ackermann (* 2. Februar 1965 in Göttingen) ist eine deutsche Kunsthistorikerin, Kuratorin und Museumsdirektorin. Von 2003 bis August 2009 war sie Leiterin des Kunstmuseums Stuttgart. Zwischen September 2009 und Oktober 2016 leitete sie die Kunstsammlung Nordrhein-Westfalen. Von November 2016 bis Januar 2025 war sie Generaldirektorin der Staatlichen Kunstsammlungen Dresden. Seit  1. Juni 2025 ist sie Präsidentin der Stiftung Preußischer Kulturbesitz in Berlin.

## Leben und Wirken
Marion Ackermann wuchs zunächst in Ankara auf, ihre Eltern hatten Lektorenstellen an der dortigen Universität inne. Später zog die Familie nach Göttingen, wo Marion das Theodor-Heuss-Gymnasium besuchte. Nach dem Abitur studierte sie in Kassel, Göttingen, Wien und München Kunstgeschichte, Geschichte und Germanistik. 1995 wurde sie an der Georg-August-Universität Göttingen über die autobiografischen und theoretischen Texte Wassily Kandinskys promoviert. Später lehrte sie an der Kunstakademie München, an der Universität Augsburg sowie an der Fachhochschule für Fotodesign München.
Von 1995 bis 2003 war sie Kuratorin an der Städtischen Galerie im Münchner Lenbachhaus und betreute dort vornehmlich die graphische Sammlung. Unter anderem kuratierte sie dort die Ausstellungen: Paula Modersohn-Becker (1997), Rosemarie Trockel (2000), SchattenRisse (2001), Leggerezza (zehn italienische Künstler) (2001), Katharina Grosse (2002) und Unwirklichkeit üben (2003, mit Lovis Corinth, Max Slevogt, Mark Wallinger) sowie die Ausstellungsreihe Dialoge zur Zeichnung (mit Ulrich Meister, Alexander Roob, Nanne Meyer, Maria Lindberg, Julian Opie, Matt Mullican, Bethan Huws und Malte Spohr). Gemeinsam mit dem Goethe-Institut, dessen Mitgliederversammlung sie heute angehört, entwickelte Ackermann im Jahr 1996 eine CD-ROM über den Blauen Reiter, die mit dem European MultiMedia Award ausgezeichnet wurde. Mit der Übernahme des Direktorats im Kunstmuseum Stuttgart wurde sie mit 38 Jahren die jüngste Museumsleiterin eines großen Hauses in Deutschland. Hier kuratierte sie unter anderem die Eröffnungsausstellung Angekommen. Die Sammlung im eigenen Haus (2005), Leuchtende Bauten: Architektur der Nacht und Piktogramme – Die Einsamkeit der Zeichen (beide 2006). Sie zeigte die erste umfassende Ausstellung mit Arbeiten von Christian Jankowski (2008/2009).
Im September 2009 übernahm Marion Ackermann in der Nachfolge von Armin Zweite als Direktorin die Leitung der Kunstsammlung Nordrhein-Westfalen in Düsseldorf. Sie führte sich nach der Neupräsentation der Sammlung im erweiterten Bau am Grabbeplatz mit einer umfassenden Werkschau von Joseph Beuys unter dem Titel Parallelprozesse ein (11. September 2010 bis 16. Januar 2011) und zeigte übersehene Künstlerinnen der klassischen Avantgarde in der Ausstellung Die andere Seite des Mondes (22. Oktober 2011 bis 15. Januar 2012).
Auf Vorschlag der SPD war sie Mitglied der 15. Bundesversammlung, die am 18. März 2012 Joachim Gauck zum Bundespräsidenten wählte.
Im Wirrwarr um die Wiederbesetzung der Stelle des zum Jahresende in den Ruhestand getretenen Alfred Pacquement, Direktor des Musée national d’art moderne (MNAM) beim Centre Georges Pompidou, schied Marion Ackermann, obwohl mit drei weiteren Kandidaten (darunter Max Hollein) in der engeren Wahl, einem Artikel von Le Monde vom 16. November 2013 zufolge aus.
Am 24. November 2014 wurde der (bis 2016 befristete) Vertrag der Kunsthistorikerin vorzeitig um sieben Jahre verlängert. Im April 2016 wurde bekannt, dass sie diesen Vertrag nicht erfüllen wird und zum 1. November 2016 als Generaldirektorin der Staatlichen Kunstsammlungen Dresden (SKD) für acht Jahre verpflichtet wurde. Sie ist seit 2016 Mitglied im Senat der Deutschen Nationalstiftung. Ackermann etablierte u. a. in ihrer Zeit bei den SKD die sogenannte Kinderbiennale, ein internationales Ausstellungsformat für Kinder im Japanischen Palais (seit 2018). Mit dem Archiv der Avantgarden und der Puppentheatersammlung (Neueröffnung) verzeichneten die Kunstsammlungen unter ihrer Führung 2024 zwei neue Einrichtungen, im gleichen Jahr fand mit einer großen Schau anlässlich des 250. Geburtstags von Caspar David Friedrich eine der erfolgreichsten Ausstellungen in der Geschichte der Einrichtung statt.
Während ihrer Amtszeit erregte 2019 der große Juwelendiebstahl im Historischen Grünen Gewölbe internationales Aufsehen. 2023 rügte der Sächsische Landesrechnungshof Ackermann und die restliche Geschäftsführung, weil die SKD zwei Jahre zuvor einem Betrüger aufgesessen waren. Ackermann übergab im Dezember 2021 in Antwerpen über einen Kunstdetektiv einem vermeintlichen Diamantenhändler, der angeblich in Besitz eines wertvollen Stückes des Diebesgutes war und dieses an die SKD zurück verkaufen wollte, 40.000 Euro. Der Mann verschwand mit dem zuvor an die Einrichtung gespendeten Geld, wurde aber später gefasst und verurteilt.
Als Zensur und Bildersturm wurde die Praxis der Staatlichen Kunstsammlungen Dresden während ihrer Amtszeit kritisiert, mit der Titel von Kunstwerken umbenannt wurden, weil diese als rassistisch oder anderweitig diskriminierend eingestuft wurden.
Am 8. Juli 2024 wurde sie vom Stiftungsrat der Stiftung Preußischer Kulturbesitz (SPK) in der Nachfolge von Hermann Parzinger einstimmig zur Präsidentin ab dem 1. Juni 2025 bestellt. Ihre Amtseinführung erfolgte am 27. Mai 2025 mit einem Festakt im Neuen Museum.
Ackermann lebt in Berlin, ist verheiratet mit dem Kunsthistoriker Wolf Tegethoff und hat zwei Kinder.

## Veröffentlichungen (Auswahl)
- Farbige Wände – Zur Gestaltung des Ausstellungsraumes von 1880–1930. Herausgegeben von der Städtischen Galerie im Lenbachhaus und Kunstbau München. Edition Minerva 2003, ISBN 978-3-932353-79-6.
- (Hrsg.): Piktogramme – Die Einsamkeit der Zeichen. Mit einer Einführung von Marion Ackermann und Pirkko Rathgeber. Deutscher Kunstverlag München Berlin 2006, ISBN 978-3-422-06674-8.
- SchattenRisse. Silhouetten und Cutouts, hrsg. von Helmut Friedel. Hatje Cantz Verlag, Ostfildern 2001, ISBN 3-7757-1021-3.